# Sarang
Sarang (en sánscrito: सारंग, en español: «Pavo real») es el equipo de demostración de vuelo de helicópteros de la Fuerza Aérea India. El equipo usa cuatro helicópteros HAL Dhruv. El nombre Sarang (Pavo real) simboliza el ave nacional de la India. El Sarang se formó en octubre de 2003 y su primera aparición ante el público fue en el festival Asian Aerospace, en Singapur, el año 2004.

## Helicópteros utilizados
| Helicóptero | Número | Periodo           |
| ----------- | ------ | ----------------- |
| HAL Dhruv   | 4      | 2003 — actualidad |

## Galería de imágenes

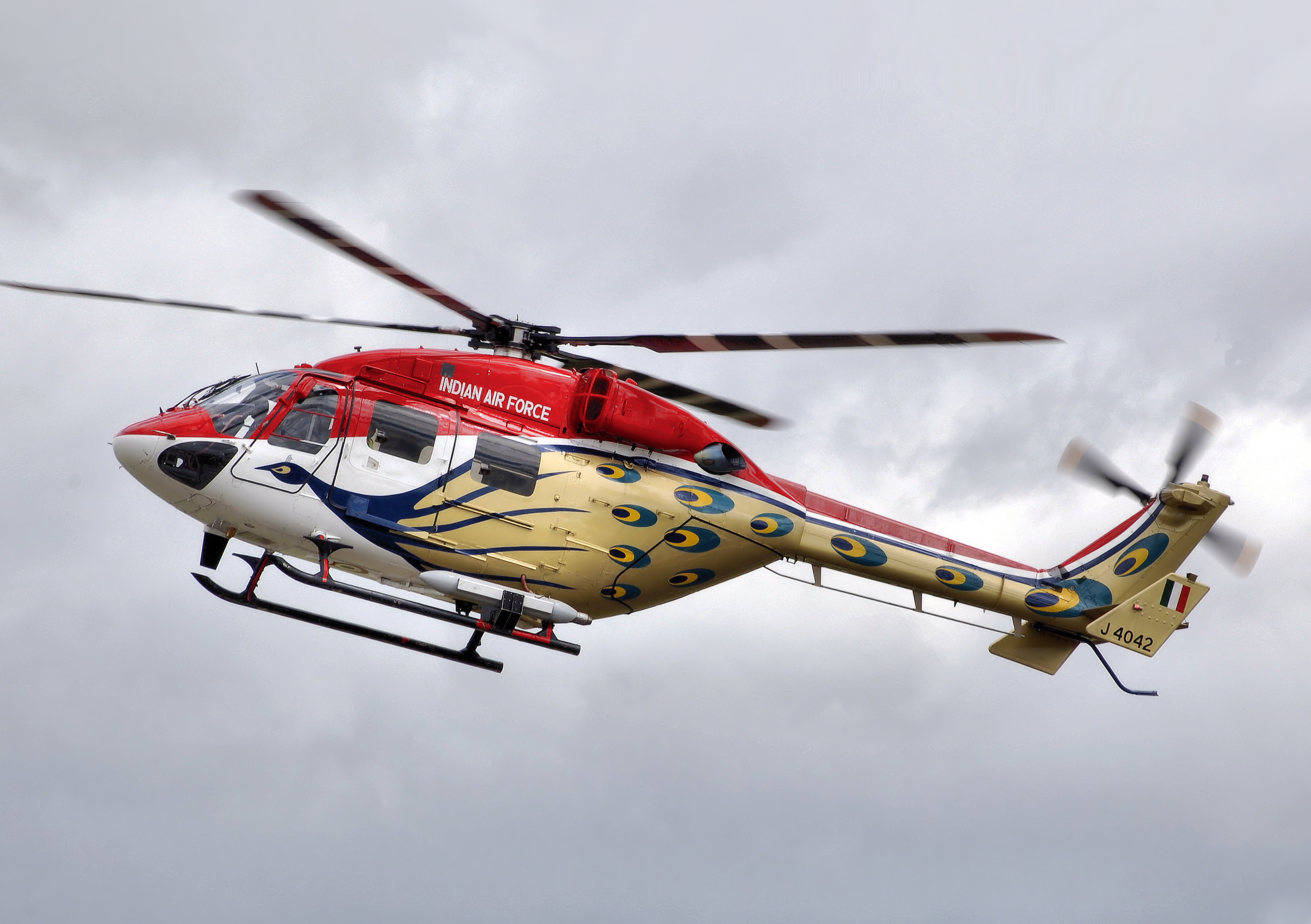
En el Royal International Air Tattoo (RIAT) de 2008.
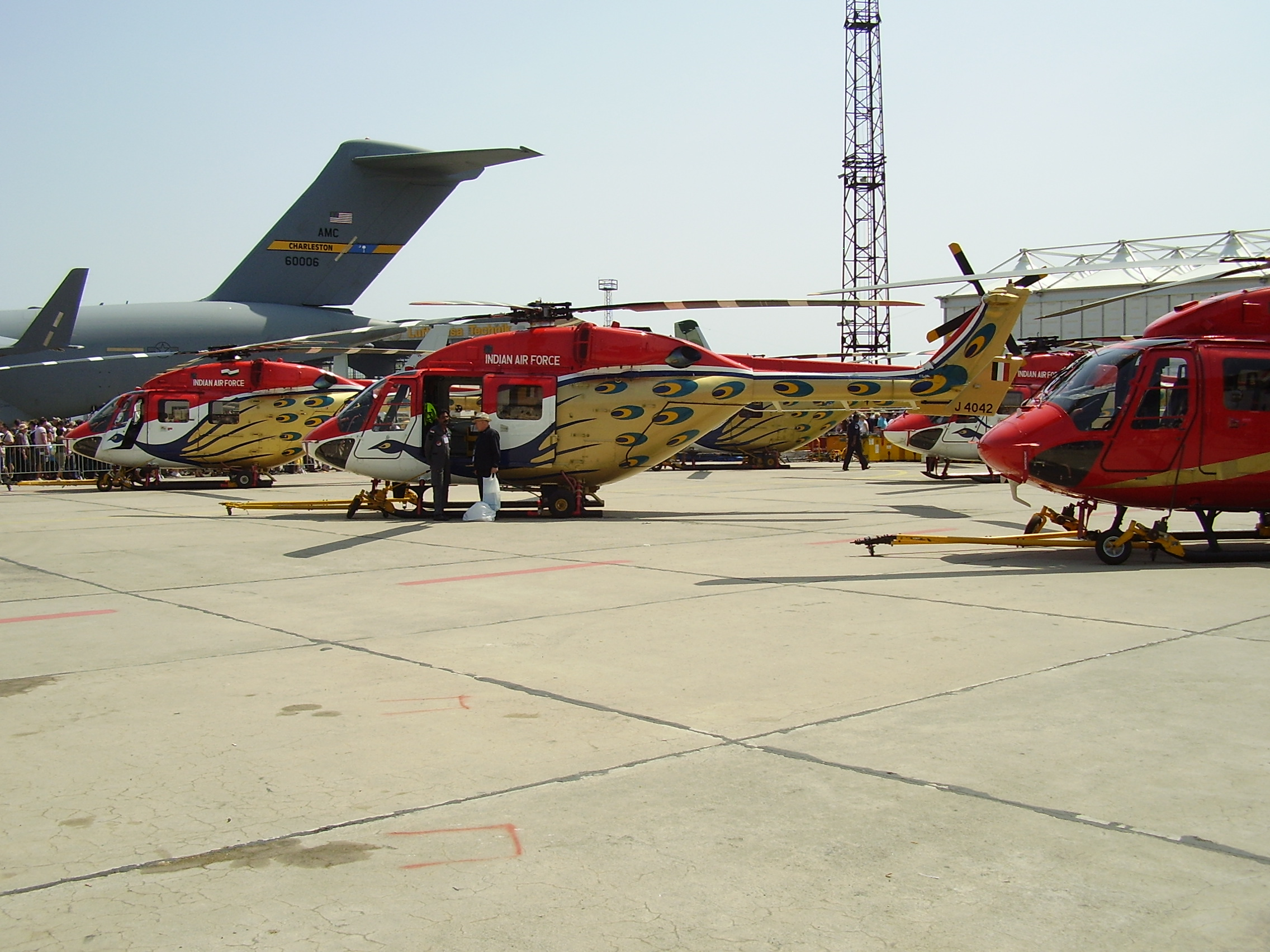
En la Exhibición Aeroespacial Internacional (ILA) de 2008.